# Schallbach (Niemcy)
Schallbach – miejscowość i gmina w Niemczech, w kraju związkowym Badenia-Wirtembergia, w rejencji Fryburg, w regionie Hochrhein-Bodensee, w powiecie Lörrach, wchodzi w skład związku gmin Vorderes Kandertal. Leży ok. 6 km na północny zachód od Lörrach.